# Donald Pleasence
Donald Henry Pleasence (Worksop, Nottinghamshire, Inglaterra; 5 de octubre de 1919-Saint-Paul de Vence, Francia; 2 de febrero de 1995) fue un actor británico. Ciertos críticos solían referirse a él con el apodo del «hombre de los ojos hipnóticos». Aunque es habitualmente asociado a papeles de «malo» (o al menos sombríos) en películas de serie B, tuvo una carrera muy extensa y trabajó con figuras de máximo prestigio, como Laurence Olivier, John Sturges y Woody Allen.

## Biografía
Pleasence nació en Worksop, Nottinghamshire, hijo de Alice (de soltera Armitage) y Thomas Stanley Pleasence, jefe de estación de ferrocarril. Su abuelo era ferroviario y vivía en Portland Place, en Worksop, donde Donald se aficionó al críquet. A los siete años participó en su primera obra de teatro, en Scunthorpe, titulada Passers By.
Fue educado como un estricto metodista en el pequeño pueblo de Grimoldby, Lincolnshire, desde la edad de nueve años. Con su hermano mayor Ralph, ambos fueron a la escuela de Eastfield Road en Louth. Estuvo en los Scouts locales, el 4º Metodista Unido de Louth. Produjo el concierto escolar de Navidad, en Louth, en sus primeros años de adolescencia.
Durante dieciocho meses trabajó como empleado de reservas en Swinton railway station,con LNER y decidió que quería ser actor profesional, aceptando un puesto en la Jersey Repertory Company en 1939. Su primera obra profesional en el Playhouse, en Jersey, en julio de 1939, fue como ayudante del director de escena de la Kent-Naismith Rep Company, donde interpretó a Hareton Earnshaw en Cumbres borrascosas.  Allí comienza su carrera en 1939 en un montaje teatral de Cumbres borrascosas de Emily Brontë. Rápidamente consigue éxito y en 1942 interpreta a Curio en la obra Noche de reyes de Shakespeare en Londres. Hasta 1941, trabajó en la Kent-Naismith Rep Company, hasta que dejó la representación, tenía un carácter rebelde, y a menudo molestaba a los directores y gerentes de teatro, lo que le llevó a ser despedido.

## Segunda Guerra Mundial
Su carrera se ve interrumpida, como otras tantas, por la Segunda Guerra Mundial, siendo un objetor de conciencia, primero se niega a cumplir el servicio militar y trabaja medio año como leñador. Pero después cambia de opinión después de los bombardeos de Londres por la fuerza aérea alemana y se alista en la Royal Air Force (RAF), como radio operador de un bombardero Lancaster. El 31 de agosto de 1944 en una misión contra Alemania su avión es derribado y se convierte en prisionero de guerra y es ingresado en una prisión alemana.Después de la guerra y su liberación, fue dado de baja de la RAF en 1946.

## Trayectoria Profesional
Un año tras el fin de la guerra retoma su carrera como actor y es contratado en la Old Vic Company en Bristol. Allí llamó la atención de Laurence Olivier y se trasladó a Nueva York, junto a Vivien Leigh, donde actuaron juntos en las obras Julio César y Antonio y Cleopatra de Shakespeare.Logró otro gran éxito en teatro en 1960 en Londres y a continuación en Broadway en Nueva York con el papel de Davies en el drama The Caretaker, de Harold Pinter, que más tarde también se llevó a la pantalla.

### Televisión
Tras más trabajos de teatro comenzó en la primera mitad de los años 50 a trabajar en cine y televisión. Pleasence debutó en televisión en Quiero ser médico (1946). Recibió la atención positiva de la crítica por su papel de Syme en la versión de la BBC de Diecinueve ochenta y cuatro (1954) de la novela de George Orwell. La adaptación corrió a cargo de Nigel Kneale y contó con Peter Cushing en el papel protagonista de Winston Smith.
Pleasence interpretó a Príncipe Juan en varios episodios de la serie de ITV Las aventuras de Robin Hood (1956-1958). Actuó en la serie televisiva Danger Man, transmitida entre 1960-1962, con Patrick McGoohan. La primera aparición de Pleasence en Estados Unidos fue en un episodio de The Twilight Zone, interpretando a un viejo profesor de una escuela de chicos. En 1963, apareció en un episodio de The Outer Limits titulado «The Man with the Power». En 1966, también actuó como estrella invitada en un episodio de El fugitivo titulado «With Strings Attached».
En 1973, Pleasence interpretó a un asesino simpático en un episodio de Columbo titulado «Any Old Port in a Storm». También ese año, interpretó un papel secundario en la adaptación musical para televisión de David Winters de Dr. Jekyll y Mr. Hyde.
También interpretó a un asesino capturado por la Sra. Columbo en El asesinato es un juego de salón (1979). En 1978, interpretó a un explorador, Sam Purchas en una adaptación de la obra de James A. Michener Centennial. Pleasence interpretó al reverendo Septimus Harding en la serie de televisión de la BBC Las crónicas de Barchester (1982). En esta serie, su hija Angela Pleasence interpretó a su hija en pantalla Susan.
Fue presentador del episodio de Halloween de 1981 de Saturday Night Live con el invitado musical Fear.
En 1986, Pleasence se unió a Ronald Lacey y Polly Jo Pleasence para el thriller televisivo Into the Darkness.
Pleasence y Michael Nader interpretaron a los villanos en la película de 1988 La gran evasión II: La historia jamás contada, que el coprotagonista Christopher Reeve explicó que no era un remake de la película original de 1963 y que se basaba en el relato de no ficción de Paul Brickhill La gran evasión. Al referirse a su participación en la película original, Joan Hanauer escribió que Pleasence se había «graduado como villano de las S.S., y es una maravilla de maldad de voz suave, casi melindrosa».

### Cine
Pleasence debutó en la gran pantalla con The Beachcomber (1954). Algunos de sus primeros papeles notables incluyen el de Parsons en 1984 (1956), y papeles menores junto a Alec Guinness en Barnacle Bill (1957) y Dirk Bogarde en The Wind Cannot Read  (1958). En la película de Tony Richardson Look Back in Anger (1959), interpreta a un vengativo inspector de mercados junto a Richard Burton. En el mismo año, Pleasence protagonizó las películas de terror Circus of Horrors dirigida por Sidney Hayers, interpretando el papel de Vanet, el dueño de un circo, y The Flesh and the Fiends como el asesino de la vida real William Hare, junto a Peter Cushing, George Rose y Billie Whitelaw.
Su éxito definitivo en Hollywood lo alcanzó en 1963 con la película The Great Escape (en español La gran evasión), donde interpretó al apacible y bonachón prisionero de guerra falsificador Colin Blythe. Variety destacó a Pleasence y Richard Attenborough como dos de las mejores interpretaciones de la película, Pleasence fue elogiado específicamente por tener la interpretación más conmovedora y por representar «el personaje más conmovedor de la película». En La noche de los generales (1967), interpretó otro papel atípicamente simpático, esta vez como un general alemán de la vieja escuela implicado en un plot para matar a Adolf Hitler. 
Pleasence interpretó a Lucifer en la epopeya religiosa La historia más grande jamás contada (1965). Fue una de las muchas estrellas que tuvieron aparición|cameos a lo largo de la película. También actuó en Cul-de-sac (1966), de Roman Polanski, en la que interpretó al marido enamorado de una esposa francesa mucho más joven (Françoise Dorléac). Se aventuró con éxito en el territorio de los vaqueros americanos, interpretando a un sádico autodenominado predicador que persigue al estoico Charlton Heston en el western Will Penny (1968). Le siguieron otras producciones: seguramente el más famoso sería su papel de villano (Ernst Stavro Blofeld) en la película de James Bond Sólo se vive dos veces, en 1967.
A partir de los años 70 también solía aparecer a menudo en películas de "Clase B". Con el papel del psiquiatra Dr. Sam Loomis en la película Halloween del director John Carpenter, que fue un gran éxito de taquilla y al que le siguieron cinco continuaciones, Pleasence se llegó a convertir de alguna manera en una presencia clásica del cine de terror. En 1971, regresó al terreno de la locura, interpretando a un médico alcohólico de Australia en el drama de pesadilla de Ted Kotcheff Despertar de miedo. Su última actuación la tuvo en la película italiana del cine slasher Fatal frames.
Pleasence interpretó al Dr. Samuel Loomis en la película de terror de John Carpenter Halloween (1978). La película fue un gran éxito y fue considerada la película independiente más taquillera de su época, ganándose elogios como un clásico del género de terror. También interpretó al profesor Kantorek en Sin novedad en el frente occidental (1979), al Dr. Kobras en El Pumaman (1980) y al Presidente de los Estados Unidos secuestrado en Escape de Nueva York (1981). El acento siniestro que Pleasence empleó en ésta y otras películas puede atribuirse a las clases de elocución que recibió de niño. Reinterpretó el papel del Dr. Sam Loomis en Halloween II (1981), Halloween 4: El regreso de Michael Myers (1988), Halloween 5: La venganza de Michael Myers (1989) y Halloween: La maldición de Michael Myers (1995).
Pleasence admiraba a Sir Laurence Olivier, con quien trabajó sobre el escenario en la década de 1950, y más tarde en la versión cinematográfica de Drácula (1979). Dos años antes, Pleasence hizo una divertida imitación de Olivier en la piel de un actor de cine de terror llamado «Valentine De'ath» en la película The Uncanny (1977). Según el crítico de cine Kim Newman en un comentario del DVD de Halloween II, la razón de la larga filmografía de Pleasence era que nunca rechazaba ningún papel que le ofrecían.

### Libros
Pleasence fue el autor del libro infantil Scouse the Mouse (1977) (Londres: New English Library), que fue animado por el animador y director de cine canadiense Gerald Potterton (amigo del actor, que le dirigió en la película canadiense The Rainbow Boys (1973), retitulada The Rainbow Gang para su lanzamiento en VHS en Estados Unidos) y también adaptado en una grabación infantil (Polydor Records, 1977) con Ringo Starr poniendo voz al personaje del título del libro, Scouse the Mouse.
En su libro British Film Character Actors (1982), Terence Pettigrew describe a Pleasence como «una potente combinación de ojos y voz. Sus ojos son lúgubres, pero también pueden ser siniestros, sórdidos o simplemente chiflados. Tiene el tipo de mirada penetrante que levanta el esmalte de las cacerolas».

## Premios
Pleasence fue nominado cuatro veces al Premio Tony a la mejor interpretación de un actor protagonista en una obra de Broadway: en 1962 por The Caretaker de Harold Pinter, en 1965 por Poor Bitos de Jean Anouilh, en 1969 por Robert Shaw de Robert Shaw, y en 1972 por Simon Gray de Simon Gray.
Pleasence fue nombrado Oficial de la Excelentísima Orden del Imperio Británico por sus servicios a la profesión de actor por la Reina Isabel II en 1994.

## Muerte
El 2 de febrero de 1995, Pleasence murió a los 75 años en su casa de Saint-Paul-de-Vence, Francia, por complicaciones de insuficiencia cardíaca tras una operación de sustitución de una válvula cardíaca. Su cuerpo fue incinerado.

## Filmografía
- 1954: Orders Are Orders
- 1954: Ins Paradies verdammt (The Beachcomber)
- 1954: 1984 (telefilme)
- 1955-1958: The Adventures of Robin Hood (serie de televisión)
- 1955: The Moment of Truth (película de televisión)
- 1955: Value for Money
- 1956: 1984
- 1956: One (película de televisión)
- 1956: The Black Tent
- 1957: Barnacle Bill
- 1957: Man in a Moon (película de televisión)
- 1957: Manuela
- 1957: The Man in the Sky
- 1958: A Tale of Two Cities
- 1958: Heart of a Child
- 1958: Look Back in Anger - según el drama de John Osborne
- 1958: The Man Inside
- 1958: The Two-Headed Spy
- 1958: The Wind Cannot Read
- 1959: Killers of Kilimanjaro
- 1959: The Battle of the Sexes
- 1959: The Flesh and the Fiends
- 1959: The Scarf (serie de televisión)
- 1959: The Shakedown
- 1960: A Story of David
- 1960: Circus of Horrors
- 1960: Hell Is a City
- 1960: Sons and Lovers
- 1960: Suspect
- 1960: The Big Day
- 1960: The Cupboard (película de televisión)
- 1961: No Love for Johnnie
- 1961: Spare the Rod
- 1961: The Hands of Orlac
- 1961: The Horsemasters (película de televisión)
- 1961: The Wind of Change
- 1962: Dr. Crippen
- 1962: Lisa
- 1962: What a Carve Up
- 1963: The Great Escape
- 1963: The Caretaker (drama según Harold Pinter)
- 1965: The Greatest Story Ever Told
- 1965: The Hallelujah Trail
- 1966: Viaje alucinante (Fantastic Voyage)
- 1966: Matchless
- 1966: Wednesday Play: The Head Waiter (producción televisiva)
- 1966: CUL-DE-SAC
- 1967: Eye of the Devil
- 1967: Solo se vive dos veces (You Only Live Twice)
- 1967: The Diary of Anne Frank
- 1967: La noche de los generales (The Night of the Generals)
- 1967: Thirty-Minute Theatre: Taste (producción televisiva)
- 1968: The Other People
- 1968: Thirty-Minute Theatre: The News-Benders (producción televisiva)
- 1968: Will Penny
- 1969: Arthur! Arthur!
- 1969: Creature of Comfort
- 1969: Mr. Freedom
- 1969: La loca de Chaillot (The Madwoman of Chaillot)
- 1970: Soldier Blue
- 1971: Kidnapped
- 1971: Play for Today: Skin Deep (producción televisiva)
- 1971: Play for Today: The Foxtrot (producción televisiva)
- 1971: THX 1138
- 1971: Wake in Fright
- 1972: Death Line
- 1972: Henry VIII and His Six Wives
- 1972: Innocent Bystanders
- 1972: The Jerusalem File
- 1972: The Pied Piper of Hamelin
- 1972: Wedding in White
- 1973: Columbo: Any Old Port in a Storm (película televisiva de la serie Columbo)
- 1973: Dr. Jekyll and Mr. Hyde (película de televisión)
- 1973: From Beyond the Grave
- 1973: Tales That Witness Madness
- 1973: The Mutations
- 1973: The Rainbow Boys
- 1973: Thirty-Minute Theatre: The Joke (película de televisión)
- 1973: Orson Welles' Great Mysteries (serie televisiva)
- 1974: Barry McKenzie Holds His Own
- 1974: La loba y la paloma, de Gonzalo Suárez
- 1974: Malachi's Cove
- 1974: The Black Windmill
- 1974: The Cafeteria (película de televisión)
- 1974: Y si no, nos enfadamos
- 1975: Escape to Witch Mountain
- 1975: Hearts of the West
- 1975: I Don't Want to Be Born
- 1975: Journey Into Fear
- 1975: The Count of Monte Cristo (película de televisión)
- 1976: The Eagle Has Landed
- 1976: Goldenrod
- 1976: Land of the Minotaur
- 1976: Meriel, the Ghost Girl (película de televisión)
- 1976: The Last Tycoon
- 1976: The Passover Plot
- 1976: Trial by Combat
- 1977: Jesus of Nazareth (serie televisiva)
- 1977: Night Creature
- 1977: Oh, God!
- 1977: Telefon
- 1977: The Uncanny
- 1978: Centennial (serie televisiva)
- 1978: John Carpenter’s Halloween
- 1978: Les Liens du sang
- 1978: L'Ordre et la sécurité du monde
- 1978: Asalto al poder (Power Play)
- 1978: Sgt. Pepper's Lonely Hearts Club Band
- 1978: The Bastard (película de televisión)
- 1978: The Dark Secret of Harvest Home (serie televisiva)
- 1978: The Defection of Simas Kudirka (película de televisión)
- 1978: Tomorrow Never Comes
- 1979: All Quiet on the Western Front (película de televisión basada en la novela de Erich Maria Remarque; )
- 1979: Better Late Than Never (película de televisión)
- 1979: Drácula
- 1979: Gold of the Amazon Women (película de televisión)
- 1979: Good Luck, Miss Wyckoff
- 1979: Jaguar Lives!
- 1979: L'Homme en colère
- 1979: Drácula 1979
- 1979: The French Atlantic Affair (serie televisiva)
- 1980: Blade on the Feather (película de televisión)
- 1980: L'Uomo puma
- 1980: The Monster Club
- 1981: Escape from New York
- 1981: Halloween 2
- 1981: Race for the Yankee Zephyr
- 1982: Alone in the Dark
- 1982: Computercide (película de televisión)
- 1982: The Barchester Chronicles (serie televisiva)
- 1982: Witness for the Prosecution (película de televisión)
- 1983: The Devonsville Terror
- 1983: Warrior of the Lost World
- 1983: Where Is Parsifal?
- 1984: A Breed Apart
- 1984: Black Arrow (película de televisión)
- 1984: Frankenstein's Great Aunt Tillie
- 1984: Master of the Game (serie televisiva)
- 1984: The Ambassador
- 1985: Arch of Triumph (película de televisión según la novela Arc de Triomphe de Erich Maria Remarque)
- 1985: Cobra Mission
- 1985: Phenomena
- 1985: Sotto il vestito niente
- 1985: The Corsican Brothers (película de televisión)
- 1985: The Treasure of the Amazon
- 1985: To Kill a Stranger
- 1986: Into the Darkness
- 1986: Onora il padre (película de televisión)
- 1987: Animali metropolitani
- 1987: Basements (película de televisión)
- 1987: Prince of Darkness
- 1987: Django 2: il grande ritorno
- 1987: Double Target
- 1987: Ground Zero
- 1987: Naso di cane (película de televisión)
- 1987: Scoop (película de televisión)
- 1987: Spettri
- 1987: Warrior Queen
- 1988: Angel Hill: l'ultima missione
- 1988: The Ray Bradbury Theater serie TV (episodio Punishment Without Crime)
- 1988: Casablanca Express
- 1988: The commander
- 1988: Hanna's War
- 1988: Halloween 4
- 1988: Nosferatu a Venezia
- 1988: The Great Escape II: The Untold Story (película de televisión, continuación de La gran evasión de 1963)
- 1988: The House of Usher
- 1988: Un Delitto poco comune
- 1989: A Caribbean Mystery (película de televisión sobre un caso de Miss Marple)
- 1989: Halloween 5
- 1989: Paganini Horror
- 1989: River of Death
- 1989: Ten Little Indians
- 1989: Buried Alive
- 1990: American risciò
- 1990: Donne armate
- 1990: Moi, général de Gaulle (película de televisión)
- 1991: L'Avvoltoio può attendere
- 1991: Miliardi
- 1992: Diên Biên Phu
- 1992: Sombras y niebla
- 1993: Femme Fatale (película de televisión)
- 1993: The Big Freeze
- 1993: The Hour of the Pig
- 1994: Guinevere
- 1995: Arabian Knight (voz)
- 1995: Halloween 6
- 1995: Safe Haven
- 1995: Signs and Wonders (película de televisión)
- 1996: Fatal Frames